# Kurt Mahler
Pour les articles homonymes, voir Mahler (homonymie).
Kurt Mahler, né le 26 juillet 1903, à Krefeld, dans l'Empire allemand, et mort le 25 février 1988, à Canberra, en Australie, est un mathématicien, membre de la Royal Society.

## Biographie
Atteint de tuberculose à l'âge de cinq ans, ses problèmes de santé lui imposèrent plusieurs opérations (dont l'une le laissa infirme du genou droit) et le forcèrent à quitter l'école à treize ans, le poussant vers l'apprentissage. C’est donc en autodidacte qu'il s'assimila les bases de la trigonométrie, de la géométrie analytique et de l'analyse mathématique, par la lecture directe des ouvrages d’Edmund Landau, de David Hilbert ou de Felix Klein. Il espérait ainsi que ses connaissances de mathématiques lui permettraient d'entrer dans une université technique.
Le père de Mahler avait de son côté montré les petits articles de mathématiques de son fils au directeur du lycée local, lui-même mathématicien. Ce dernier les envoya à Felix Klein, qui avait été son maître, lequel les présenta à son tour à Carl Siegel. C'est ainsi que, grâce à une lettre de recommandation de Siegel, Mahler put s'inscrire en mathématiques en 1923 à l’université de Francfort, obtenant une thèse de doctorat à l'université Johann Wolfgang Goethe de Francfort-sur-le-Main en 1927. Il y suivit les cours de Max Dehn, d’Ernst Hellinger, de Siegel et d’Otto Szász. En 1925 il poursuivit ses études à Göttingen, où il assista aux conférences d'Emmy Noether, de Richard Courant, d’Edmund Landau, de Max Born, de David Hilbert, d’Alexander Ostrowski et de Werner Heisenberg, tout en effectuant un stage sous la direction de Norbert Wiener. Il soutint sa thèse sur les zéros de la fonction gamma incomplète, en 1927, à Francfort.
En 1933 on lui offrit un nouveau poste à l'Albertina de Kœnigsberg, mais ses origines juives le poussèrent à émigrer et c'est ainsi qu'en 1933-34 il rejoignit Louis Mordell à Manchester. Au début de 1936 il était à Groningue, où un accident de motocyclette raviva son infirmité du genou, qui l'amena en convalescence en Suisse. En 1937 il était de retour à Manchester, mais au cours de la bataille d'Angleterre (1940), il fut détenu trois mois sur l’île de Man comme « ressortissant d'une puissance hostile ».
À son retour à Manchester, en 1941, Mahler se vit proposer un poste de maître-assistant, et en 1944 il exerçait comme privat-docent. En 1946 il obtint la nationalité britannique, puis se vit confier la chaire de mathématiques de l'université. Mahler enseigna jusqu'en 1963 à Manchester, date à laquelle il accepta une chaire d'université à l’université nationale australienne de Canberra. En 1968 il quittait l'Australie, ayant obtenu la chaire de mathématiques de l’université d'État de l'Ohio à Columbus (Ohio). Kurt Mahler séjourne en 1970 à l'Institut de recherches mathématiques d'Oberwolfach (photo). Il prit sa retraite en 1972 et s'établit en Australie.

## Travaux
Mahler démontra en 1946 que la constante de Prouhet-Thue-Morse, ainsi que le nombre 0,1234567891011... (dit « constante de Champernowne »), obtenu par la juxtaposition des nombres entiers par ordre croissant (en système décimal), sont transcendants. Ses principaux thèmes d'étude ont été les nombres p-adiques, les approximations diophantiennes, l'étude des treillis et les mesures sur les anneaux de polynômes : dans ce dernier domaine, on lui doit la mesure de Mahler, qui intervient dans la conjecture de Lehmer (en), ainsi que la classification des nombres transcendants en trois classes algébriquement indépendantes (classes S, T, U). Mahler démontra que presque tous les nombres réels appartiennent à la classe S (par ex. le nombre e).
Dans le domaine de la géométrie convexe, il dégagea la notion de « volume de Mahler (en) » (un volume invariant par transformations linéaires, défini dans l'espace euclidien pour les solides convexes à symétrie centrale) : à ce sujet, la conjecture de Mahler (toujours ouverte) énonce que ce volume est minimal pour l'hypercube.

## Prix et distinctions
Il a été élu membre de la Royal Society en 1948 et membre de l'Académie australienne des sciences en 1965.
Il a reçu le prix Senior Berwick de la London Mathematical Society en 1950, la médaille De Morgan en 1971 et la médaille Lyle en 1977.